# Orphnus nyassicus
Orphnus nyassicus är en skalbaggsart som beskrevs av Hermann Julius Kolbe 1895. Orphnus nyassicus ingår i släktet Orphnus och familjen Orphnidae. Inga underarter finns listade i Catalogue of Life.